# 王维雄
王维雄（1966年—），云南建水人，中国共产党官员。
1864年，供职于红河州劳动人事局。1997年，担任建水县东山坝乡政府副乡长。2001年，改任红河州质量技术监督局办公室主任。2005年，任弥勒县质量技术监督局局长。2007年，升任普洱市质量技术监督局副局长。在任期间2012年6月4日，因在高速公路上驾驶公用丰田越野车，因嫌另一辆车驾驶缓慢，而逼使一家蔡氏驾撞至高速公路隔离带，三人受伤，包括一位刚出生孩子。事发因为肇事视频曝光，加上王维雄与所属单位发表强烈的官僚主张，此事成为舆论焦点。
|                                          | 我是公务员，你告不倒我之类的话……不管在哪里，我都摆得平！ |
| ——王维雄肇事后拒绝向蔡氏一家道歉后的言论 |                                                          |

2012年6月12日，云南省质量技术监督局党组对普王维雄作出停职检查的决定。但嗣后是否异地重任，尚未得知。